# 甲陽鎮撫隊
甲陽鎮撫隊（こうようちんぶたい）は、慶応4年（1868年）に新選組が旧幕府から甲府鎮撫を命ぜられた際の名称である。
なお、本稿では甲陽鎮撫隊の編成についてのみ述べる。編成されて以降、甲府までの進軍過程ならびに甲州勝沼での新政府軍との合戦については甲州勝沼の戦いを参照。

## 編成に至る背景
そもそもの発端は、鳥羽・伏見の戦いに敗れて江戸に戻った新選組の近藤勇が徳川慶喜に甲府城支配を一任してもらうよう願い出たことだった。その時期について永倉新八は「江戸到着早々」としており、その意図については「甲州城を自分の力で手に入れここに慶喜を移さうとする計画を立ててゐた」としている。また、当時、陸軍総裁（1月23日から2月25日まで。同日、陸軍総裁のお役御免を申し出て認められるものの、新たに軍事取扱を命じられているので、引き続き軍事部門の責任者だったことには変わりない）の要職にあった勝海舟は明治17年に編んだ『解難録』で「伏見の変一敗して皆東帰し近藤土方其徒を率ゐ帰り再戦を乞ひ大に其徒を集む」として近藤らが「再戦」を目論んでいたとした上で甲府出兵についても「陽に恭順を表し陰に一戦を含み去て甲府に行く」と新政府軍との「一戦」を期してのものだったという見方を示している。
ただし、こうした勝の近藤らにすべての責任を押し付けるような言い草には疑問を呈する向きもある。石井孝は『維新の内乱』で「徳川政権の陸軍総裁勝が近藤・土方・古屋らの脱走を公認したのは、厄介払いの政策からでたものとされているが、兵士や兵器まで供給し、あるいは職名を与え任地まで指定したのは、念が入りすぎている。そこで勝の脱走公認政策は、たんに消極的な厄介払いにとどまるのではなく、かれらを放ってゲリラ戦をやらせ、政府軍との交渉を有利にみちびこうとする底意があったのではなかろうか」と記しており、勝が近藤らの意図を十分に分った上であえて甲府への出兵を認めたとしている。

## 編成
2月28日、徳川家から新選組に対し正式に「甲府鎮撫」の命が下り、大砲6門、元込小銃25梃、ミニエー銃200梃などが支給された（数字は「島田魁日記」に依る。一方、「浪士文久報国記事」では大砲8門、元込め銃300梃となっており、数字が食い違っている）。また現存する新選組の「金銀出入帳」によれば、29日には会津藩から1200両、元幕府御典医の松本良順から3000両を受け取っている。
一方、江戸出発時点での陣容については「島田魁日記」にも「近藤勇隊長、土方歳三副長同士凡百有余人ヲ以テ甲府城ニ向フ」としか書かれておらず、正確な人数は当事者の日記によっても判然としない。ただし、諸々の資料から新選組（約70人）と若干の会津・彦根藩士、そして弾内記の配下によって編成された銃隊（約100人）などからなる総勢200人足らずの混成軍だったと考えられる。なお、この際、弾内記配下の銃隊が参加したことについては子母澤寛が『新選組始末記』に書いたことで知られるようになったものの、子母澤が書いている内容と子母澤が典拠としたとされる「永倉翁遺談」との間には銃隊の人数を含めて若干の齟齬が認められる。永倉新八が大正2年に『小樽新聞』のインタビューで語った内容は次のようなものである。
子母澤寛は『新選組始末記』で銃隊の人数を200人としているものの、こちらでは100人とされており、単純に子母澤寛が数字を「盛った」ことになる。一方、この永倉の証言の信憑性にも疑問はある。永倉が語っているように江戸の穢多頭である弾左衛門が御目見得以上に召し出され御書院組に列せられたという事実は確認できず、史実として裏付けが取れるのは弾左衛門が慶応4年1月29日付けで「平人」に引き上げられ、名も弾内記と改めたという事実のみ。一方で松本良順が弾左衛門の身分引き上げに尽力したことは『蘭疇自伝』でも裏付けられるため、その松本良順の斡旋で弾左衛門改め弾内記の配下が新選組の付属となったという点に関しては一定の信憑性も認められる。なお、同じ永倉新八が明治8年頃に記したとされる「浪士文久報国記事」にはこのような記載はない。一方で「小荷駄団真樹改メ矢嶋直樹ト申シ道中払方、殊ニ直樹甲州出生右ニ付探索周旋方ニ相用イ召連ル」とあって、弾内記が小荷駄方として従軍していた事実を伝えている。
また隊名としては「甲陽鎮撫隊」が広く知られているものの、同時代の史料には認められない。「甲陽鎮撫隊」の初出は明治32年発行の『旧幕府』第3巻第7号に掲載された「柏尾の戦」で、その後、子母澤寛がこれを典拠に『新選組始末記』で書いて知られるようになった。「柏尾の戦」は元新選組隊士の結城無二三の体験談を長男の結城禮一郎が筆記したものだが、内容には多くの疑問点が指摘されており、そもそも結城無二三が新選組に在籍していたことすら疑問視されている（詳しくは「結城無二三#生涯」参照）。ただ、新選組の後援者で甲州勝沼の戦いにも「春日隊」を組織して参加した佐藤彦五郎が記した「佐藤彦五郎日記」に「鎮撫隊」と記されている他、旧幕府軍の進軍ルートに当たる宿場役人の書状にも「鎮撫隊」と記されている。さらに「浪士文久報国記事」にも「慎〔ママ〕撫隊」と記されており、これらのことから少なくとも「鎮撫隊」と名乗っていたことは裏付けられる。その上に「甲陽」と冠したのは結城無二三の創作なのかどうかは不明。ただし、甲州にゆかりの『甲陽軍鑑』に因んで付けられた可能性はある。